# Calosota worcesteri
Calosota worcesteri är en stekelart som först beskrevs av Girault 1915.  Calosota worcesteri ingår i släktet Calosota och familjen hoppglanssteklar. Inga underarter finns listade.